# Kwiat pustyni (film)
Kwiat pustyni (ang. Desert Flower) – film fabularny z 2009 roku w reżyserii Sherry Hormann, nakręcony na podstawie bestsellerej powieści autobiograficznej Waris Dirie pod tym samym tytułem.

## Opis fabuły
Fabuła filmu opowiada o somalijskiej dziewczynce, która w wieku trzech lat została poddana obrzezaniu, a siedem lat później została sprzedana człowiekowi, za którego miała wyjść za mąż. Dziewczynce udało się jednak uciec i została amerykańską supermodelką.

## Obsada
- Liya Kebede jako Waris Dirie
- Sally Hawkins jako Marylin
- Craig Parkinson jako Neil
- Meera Syal jako Pushpa Patel
- Anthony Mackie jako Harold
- Juliet Stevenson jako Lucinda
- Timothy Spall jako Terry Donaldson

## Nagrody
- 2009 San Sebastián International Film Festival – nagroda publiczności dla najlepszego filmu europejskiego
- 2010 German Film Awards – nominacja w kategorii wybitny pełnometrażowy film fabularny